# Якуб Ксаверій Александер Потоцький
граф Якуб Ксаверій Александер Потоцький (26 січня 1863, Берлін — 27 вересня 1934, Гелєнув, Прушковський повіт) — польський аристократ, магнат, меценат.

## Життєпис
Син графа Станіслава Потоцького та його дружини — княгині Марії Сапіги, правнук Станіслава Костки. Навчався у гімназії Берліна, університеті Тарту (право), Вищій рільничій школі Берліна (рільництво). Від батька успадкував значну латифундію: 38 фільварків у Бережанському повіті, Гелєнув, Якторув (повіт Блонє), Мясткув, Осєцк (повіт Ґарволін), Високе Литовське, Телятичі (Берестя), Пратулин (повіт Біла-Підляська), потім набув маєток у Балабанівці (тепер Оратівський район); загальна їх площа — бл. 30000 га, з них 60% ліси. Також 16 палаців і дворів, 2 кам'яниці в Парижі, частки бізнесу в Франції. У Балабанівці мав значну бібліотеку, яку знищили в 1918 році.
Для фундації Оссоліньських передав картини Яна Матейка «Унія Любельська», «Віт Ствош». 1934 року записав свій спадок (37 млн. злотих) на фундацію з вивчення проблем раку, сухот. Картини, гобелени, різьби, меблі (варт 800000 зл.) передав Музею Народовому Варшави, бібліотеку в Гелєнові (12000 томів) — Публічній бібліотеці Варшави.
Останній представник бережанської гілки роду Потоцьких, власник маєтку в Бережанах, почесний громадянин міста, був похований у його парафіяльному костелі Різдва Діви Марії.
Дружина — графиня Тереза Замойська, дітей не мали.